# Posición Saldón
Posición Saldón, también conocido como refugio antiaéreo de Alcohete, era el nombre en clave del búnker utilizado como puesto de mando del IV Cuerpo del Ejército Republicano al mando del Mayor de Milicias Cipriano Mera durante la guerra civil española. Está situado bajo el sanatorio de Alcohete, en el municipio alcarreño de Yebes (Guadalajara, España).
Consta de once cámaras, dos nichos y cuatro pasillos principales. Está estructurado y organizado por una galería subterránea en forma de U que da acceso a un complejo de habitaciones excavadas -entre otras, una enfermería y una sala con un grupo electrógeno- a una profundidad de 10 metros. Las galerías presentan un techo de bóveda de cañón enlucido con yeso. Las paredes interiores estaban revestidas de ladrillo. Tuvo tres entradas, una de ellas hoy cegada, la otra en acceso desde la superficie y la tercera desde el sanatorio de Alcohete.
Este refugio se ha conservado intacto hasta la actualidad –conservando interesantes glifos de sus constructores referidos a la UHP, CNT y FAI– y una vez redescubierto y estudiado por un equipo de arqueólogos fue de nuevo sellado para evitar destrucciones. En 2017 fue declarado Bien de Interés Cultural.

## Historia
La batalla de Guadalajara (del 8 de marzo al 23 de marzo de 1937) fue un enfrentamiento en la Guerra Civil desarrollado en torno a la ciudad de Guadalajara en un intento por penetrar en la capital de España por el norte a través del valle del río Henares. Participaron el Ejército Popular Republicano y el Corpo Truppe Volontarie italiano con la Agrupación de carros de asalto y autos blindados, apoyado por otras unidades del ejército franquista.
A fin de establecer un puesto de mando superior del IV Cuerpo del Ejército de la República en retaguardia, fue ocupado el sanatorio de Alcohete y se instaló allí un refugio antiaéreo o búnker, ya operativo en diciembre de 1937. El complejo estuvo operativo hasta su abandono al fin de la Guerra Civil.
El refugio antiaéreo de Alcohete fue edificado en 1937 por orden de Cipriano Mera para servir como Cuartel General del IV Cuerpo de Ejército de la República, unidad que cubriría un extenso frente entre los Montes Universales, en el Sistema Ibérico, y las sierras de Somosierra y Guadarrama en el Sistema Central. Su nombre en clave era “Posición Saldón”.
Tras los fracasos por parte del ejército sublevado por tomar Madrid mediante un ataque directo entre noviembre de 1936 y enero de 1937, éste decidió adoptar una nueva táctica para aislar a la capital mediante su envolvimiento a distancia por el sur y el este. Consecuencia de este nuevo planteamiento fueron las batallas del Jarama (febrero de 1937) y de Guadalajara (marzo de 1937). Esta última se inició el 8 de marzo y, tras el fracaso en su objetivo final, el bando sublevado abandonó los intentos de tomar Madrid, limitándose durante el resto de la guerra a mantener el asedio en la capital. El peso de la ofensiva en la batalla de Guadalajara recayó sobre las tropas italianas de la CTV, que estarían cubiertas en su flanco derecho por tropas españolas sublevadas de la 22 División de Soria. El planteamiento era sencillo y revolucionario, ya que se trataba de poner en práctica la llamada guerra célere, que había dado buenos resultados a los italianos en África. Pero, a pesar de que se conquistó terreno enemigo, no se consiguieron los objetivos que se habían marcado. 
Una de las causas que propiciaron ese fracaso fue la reacción del mando republicano. Entre las medidas adoptadas estuvo la reorganización general de las fuerzas y la creación el 11 de marzo de 1937 del denominado IV Cuerpo de Ejército Republicano, que incorporaba las Divisiones 11 (Enrique Líster), 12 (Andrés García Lacalle, sustituido poco después por Narretti), 14 (Cipriano Mera) y la Brigada LXXII, con otras fuerzas adjuntas. El 7 de octubre de 1937 se puso al frente del IV Cuerpo de Ejército el líder anarcosindicalista Cipriano Mera, en sustitución del mayor de milicias Manuel Gutiérrez. La disposición inicial del Cuerpo fue reorganizada y, bajo el mando de Mera, se componía de las divisiones 12, 14, 17 y 33. En un principio, el cuartel general se encontraba en Guadalajara, pero los constantes bombardeos de la ciudad aconsejaron su traslado a un lugar más seguro. Por ello se trasladó al sanatorio antituberculoso de Alcohete, a unos 10 kilómetros de la capital provincial, después de que se hicieran algunas reparaciones y se construyera el refugio antiaéreo. A mediados de diciembre, según indica el propio Mera en sus memorias, ya se había efectuado el traslado.

### Relevancia política
En los últimos días de la República estuvieron en este refugio el presidente del Gobierno de la República, Juan Negrín, acompañado del coronel Segismundo Casado. En el refugio de Alcohete tuvieron lugar importantes reuniones de los altos mandos militares de la Segunda República Española, conducentes al golpe de mano de los militares dentro del bando republicano, que ayudado por la CNT y el dirigente socialista moderado Julián Besteiro, decidió tomar el mando republicano contra el Gobierno de Negrín y constituyéndose el 5 de marzo de 1939 el Consejo Nacional de Defensa para tratar de alcanzar una paz honrosa con el bando sublevado.

## Descripción
El refugio de Alcohete responde en sus conceptos generales a los patrones de las construcciones subterráneas tras la Primera Guerra Mundial y que en Madrid alcanza su máxima expresión en la Posición Jaca, nombre con el que se conocía el búnker del general José Miaja que se encuentra en el parque del Capricho y que sirvió como refugio del Cuartel General del Ejército Republicano del Centro. Las características fundamentales de esa clase de construcciones eran su excavación a una profundidad segura de al menos 10 metros contra la explosión de proyectiles de artillería de 156 mm y de bombas de aviación de 100 kg; el refuerzo de la capa de tierra protectora con estructuras intermedias de hormigón sobre las galerías y estancias, especialmente en terrenos blandos; la estructuración de accesos principales y salidas de emergencias por las que poder efectuar un escape ante una eventual ocupación por tropas enemigas; la habilitación de estancias sanitarias para la atención de heridos, y el establecimiento de sistemas autónomos (aire, agua, electricidad) que permitieran la permanencia en su interior de un número importante de personas.
El refugio antiaéreo está situado a unos 10 metros de profundidad, aunque hay algunas zonas en que las irregularidades del terreno que lo cubre hacen que esta cota disminuya notablemente. Se organiza en torno a tres pasillos unidos entre sí en forma de U de 27 x 49 x 26 metros aproximadamente, con un núcleo central en el que se disponen la mayoría de las salas. El complejo cuenta hoy con tres accesos, aunque uno está cegado y se desconoce su ubicación exacta en superficie, siendo los otros dos practicables. Además tiene una chimenea en una de las salas que es, junto con los accesos, la única ventilación que posee el conjunto. Una de las entradas se hace a través de un pozo en el suelo cubierto con una trampilla que se encuentra en el interior de los terrenos pertenecientes al sanatorio, en uno de los extremos de la U.
El acceso más cómodo hoy día está en el otro extremo del complejo, en una galería que parte de uno de los vértices de la U central. Consiste en una gran escalera cubierta con bóveda de ladrillo en la superficie, camuflada en una hondonada artificial y rodeada de vegetación. Tras bajar las escaleras se llega a un pasillo descendente de unos 45 metros de longitud, un metro de anchura e inferior a los dos metros de altura, que hace varios quiebros con el objeto de impedir que alcanzase el interior la onda expansiva de las eventuales explosiones que se produjesen en superficie debidas a un ataque aéreo o artillero. El primer tramo gana profundidad por medio de una escalera de obra, mientras que los siguientes lo hacen por rampas descendentes. A unos 42 metros de la entrada, a la izquierda, se encuentra la primera cámara que, si bien es similar a las del resto del refugio en sus dimensiones, es totalmente diferente en su acabado, ya que es la única de todo el conjunto que tiene las paredes alicatadas y solado de baldosas, recordando en estos aspectos a la Posición Jaca. El resto del refugio, exceptuando la sala del transformador eléctrico y la estación de radio, es de ladrillo visto con bóvedas de ladrillo enlucidas con yeso blanco y solado de tierra.
Las galerías presentan un techo de bóveda de cañón enlucido con yeso a partir de la línea de impostas del arco de medio punto, siendo hasta ahí las paredes de ladrillo visto. Sobre este enlucido se encuentran restos de apliques de la iluminación eléctrica original, fragmentos de placas de madera y grafitos (pintados y grabados) fechables entre los años de la guerra civil y la década de los años 1960. 
Un poco más allá de esta primera cámara se llega a la confluencia de tres pasillos en el punto en el que se une la galería descendente con la U central, el de entrada que se prolonga en un segundo pasillo recto cegado del que se conocen 26 metros de largo. Es posible que al final de esta galería se encuentre otra de las entradas, hoy inaccesible y probablemente soterrada. A un lado de este pasillo se abren dos cubículos, uno de pequeñas dimensiones (algo menos de 1 m x 1 m) y otro mayor (2 m x 1,3 m) que por los apliques metálicos conservados en las paredes pudiera ser una estación de radio o una pequeña subestación eléctrica. Este espacio tiene las paredes de cemento y solado de ladrillo.
Retrocediendo se vuelve al cruce de pasillos de donde arranca el tercer corredor de 49 metros de largo, la parte central de la U, que constituye el núcleo del refugio ya que desde éste se accede al resto de las cámaras que contiene el subterráneo situadas en el lado izquierdo. Todas estas salas tienen el acceso a través de un pequeño corredor de unos 2 metros de largo, y algunas están comunicadas entre sí mediante otros corredores que forman pasillos paralelos al principal, dando la sensación de hallarse en un laberinto. Las cámaras son cuadradas y tienen unas medidas similares de 2,5 metros x 2,5 metros, aunque hay alguna un poco menor. Se cubren con bóveda de arco rebajado, teniendo su arranque aproximadamente a 1,5 metros del suelo y su punto más alto a 1,8 o 2 metros, dependiendo de la sala. Como las galerías, las paredes son de ladrillo visto y las bóvedas están enlucidas con yeso. Todas las cámaras tienen en la pared del fondo un nicho ciego que repite la forma del arco del techo, se abren a un metro de altura y podrían haber ejercido la función de armarios. La cámara central del complejo tiene una columna de hormigón en el centro que sujeta el techo de roca.
De vuelta al pasillo principal, la última de las cámaras es diferente por completo a las del resto de la edificación. Se trata de una estancia de mayores dimensiones (5 metros x 2,5 metros) y altura de 3 metros, enfoscada con cemento, a la que se accede a través de una puerta metálica (la única conservada) por un pasillo con escalera de obra. La sala alberga un transformador eléctrico del que se conserva parte de la maquinaria original. Cuenta con un pozo de casi 12 metros, único punto de ventilación del complejo además de los accesos. 
Al final del largo pasillo principal y tras doblar a la derecha en ángulo recto (el otro vértice de la U central) se encuentra otro pasillo de unos 27 metros de longitud, similar a los anteriores pero desprovisto de estancias, que finaliza en un acceso en pozo a través de la trampilla del sanatorio, practicable por unos peldaños de hierro incrustados en la pared. En este punto la cota del terreno ha variado tanto que bastan unos tres metros desde el suelo del refugio para alcanzar la superficie.

## Estatus patrimonial
El 14 de noviembre de 2017, la Junta de Comunidades de Castilla-La Mancha lo declaró Bien de Interés Cultural con la categoría de monumento, mediante un acuerdo publicado el día 30 de ese mismo mes en el Diario Oficial de Castilla-La Mancha.